# Висадка союзників в Італії

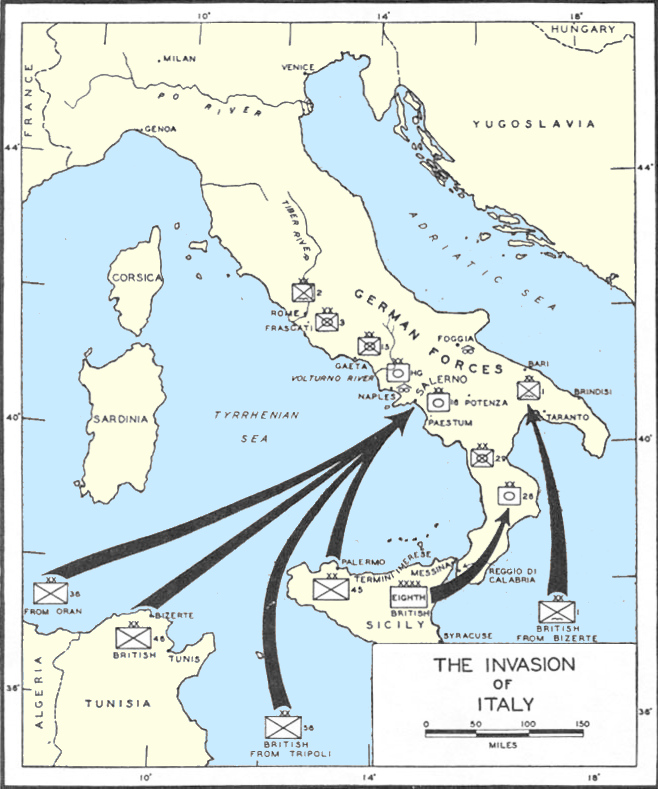
Замисел операції з висадки союзників в Італії

Ви́садка сою́зників в Іта́лії (англ. Allied invasion of Italy, італ. Sbarco di Salerno) — морська десантна операція військ союзників з висадки амфібійних сил на узбережжя континентальної Італії в роки Другої світової війни. Операція проводилась після успішного завершення Сицилійської десантної операції одночасно на трьох основних напрямках силами 15-ї групи армій генерала сера Г.Александера (до складу якої входили 5-та американська армія генерал-майора М.Кларка та 8-ма британська армія генерала Б.Монтгомері). Основне ударне угруповання висаджувалося за планом операції «Аваланч» на західному узбережжі Тірренського моря поблизу в районах Салерно. Два допоміжних напрямки висадки проводились у Калабрії (операція «Бейтаун») та в Таранто (операція «Слепстік»).

## Історія

### Підґрунтя

#### Плани союзників
Перемога союзних армій на півночі Африки в травні 1943 року із захопленням у полон значної кількості армій країн Осі визволила майже усі англо-американські сили на цьому театрі воєнних дій, але призвела до суперечностей між лідерами західних союзних держав стосовно подальших планів на війну. Британський прем'єр-міністр В. Черчилль наполягав на продовженні військових операцій на Середземному морі, й відстоював ідею висадки військ у континентальній Італії, яку він свого часу називав «м'яким підбрюшшям Осі» (на противагу його думці генерал-майор М. Кларк пізніше назвав це «одною пекучою кишкою»).
В. Черчилль визначав ціль — вибити найслабкішого ворога з усіх, які їм протистоять, тим більш, що підтримка італійцями війни практично була вичерпана, фашистській режим Б. Муссоліні вже не користувався таким авторитетом, як раніше. Своєю чергою, вихід Італії з війни визволить значні наземні сили союзників і, головне, дозволить відкрити морські комунікації в Середземному морі. Це відповідно полегшить становище британських і американських військ на Близькому Сході та надасть змогу проводити майже безперешкодно конвої до Індійського і Тихого океанів.
У такій ситуації німці змушені будуть зняти чималі сили зі Східного фронту й перекинути їх до Італії, що закрити пролом у своєї системі оборони. Це якось мірою задовольняло вимоги Й.Сталіна якомога скоріше відкрити Другий фронт і пом'якшить загальну ситуацію на німецько-радянському фронті.
Однак, далеко не всі поділяли таку точку зору британського прем'єра, начальник штабу армії США, генерал Дж. Маршалл та переважна більшість американських генералів була категорично проти затягування війни і чергового переносу висадки у Західній Європі. Це неодноразово обговорювалося, плани розроблялися ще з початку 1942 року, але постійно переносилися з різних обставин. Після довгих суперечок американська сторона нарешті погодилася на висадку у Сицилії, але планів продовжувати вести бойові дії на Середземномор'ї вони не мали.
Однак, і американці, і британці реально дивилися на стан речей і розуміли, що союзні армії не можуть простоювати до початку воєнних дій у Північно-Західній Європі. У травні 1943 року на конференції «Трайдент» у Вашингтоні це питання порушувалося знову, й сторони не дійшли згоди, доки у липні по результатах кампанії на острові Сицилія не стало зрозумілим, що настав час діяти. Було ясно, режим фашистської партії Італії вже дуже слабкий і перебуває на грані повного краху.
Висадка морського десанту у липні 1943 року за планом операції «Хаскі» в цілому увінчалася успіхом, британсько-американські війська за 6 тижнів опанували острів Сицилію. Однак більшість німецьких та італійських військ спромоглася організовано відступити з острову та закріпитися на континенті. Наприкінці липня в Італійському королівстві стався переворот, фашистський уряд Б.Муссоліні був повалений, а вищий генералітет за підтримки короля почав потайливі сепаратні переговори з союзниками про мир.

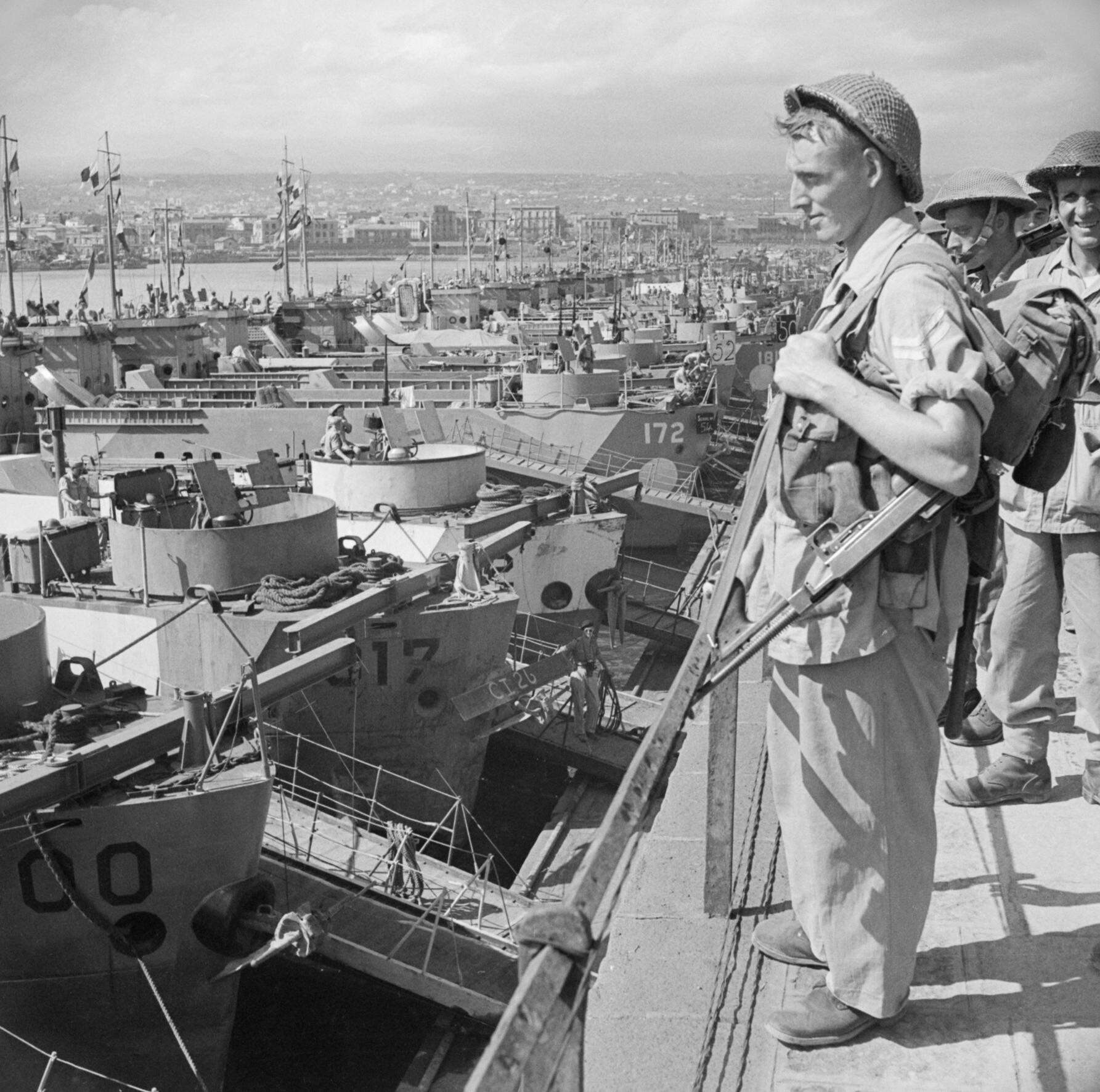
Британські військові 5-ї дивізії в очікуванні посадки на десантні судна для вторгнення до континентальної Італії

Керівництво союзними силами вдалось до думки, що швидкий наступ у континентальній Італії цілком можливий за таких умов, і що італійці не будуть чинити опір їхньому просуванню вглиб королівства. Проте, як виявилось пізніше, далеко не всі в Італії поділяли думки заколотників, і хоча країну незабаром окупували німецькі військові, багато італійців ще протягом майже двох років билися пліч-о-пліч з Вермахтом проти англо-американських військ, всіляко перешкоджали просуванню їхніх армій.
До висадки в Сицилії, Союзне командування розраховувало провести лише одну обмежену за масштабом десантну операцію, висадивши війська через Мессінську протоку на найбільш крайньому півострові, на «пальці» так званого «Італійського чобота». Надалі, ударне угруповання мало проривати оборонні рубежі італійсько-німецьких військ прориватися на північ. Але різка зміна політичного ландшафту в Італії стала в нагоду союзникам, їхні плани суттєво змінилися. Було ухвалено рішення висадити десанти також ближче до Неаполя, на плацдарм біля Салерно.

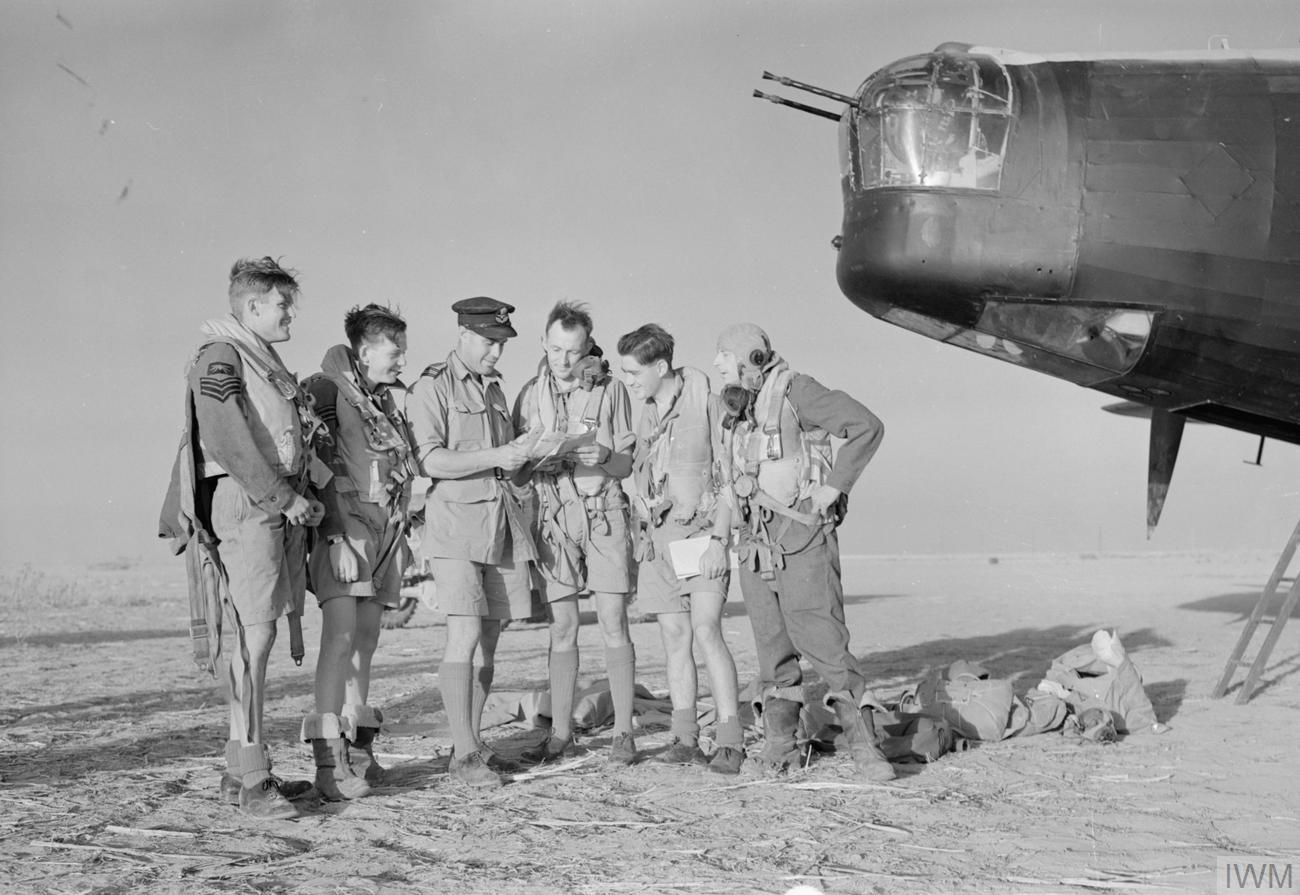
Британські пілоти бомбардувальників «Веллінгтон» уточнюють завдання напередодні вильоту на бомбардування району плацдарму біля Салерно. Вересень 1943

Загалом було вирішено висадити морські десанти за трьома етапами. По-перше, 3 вересня 1943 року за планом операції «Бейтаун» морський десант від 8-ї британської армії генерала Б.Монтгомері висаджувався найкоротшим шляхом через Мессінську протоку в Калабрії. Завдяки невеликій відстані від протилежного берега, десантні кораблі та судна не потребувалися, британська піхота мала дістатися італійського узбережжя десантно-висадочними засобами. Для висадки виділялися 5-та британська піхотна дивізія (майор-генерала Дж. Бакнелла) зі складу XIII корпусу лейтенант-генерала М.Демпсі, що висаджувалася на північному кінці півострову та 1-ша канадська піхотна дивізія (генерал-майора Г.Сімондса), яка здійснювала висадку на південному боці. Однак, командувач британської армії генерал Б.Монтгомері відразу виступив проти цього плану, вважаючи його даремною витратою сил і часу. Як опинилося пізніше, сталося так, як він і прогнозував. Німецько-італійське командування явно розраховувало на висадку морського десанту противника саме тут, британцям же з канадцями довелося провести складний 480-км марш до району висадки союзників у Салерно, практично не зустрічаючи опору, крім інженерних перешкод на своєму шляху.

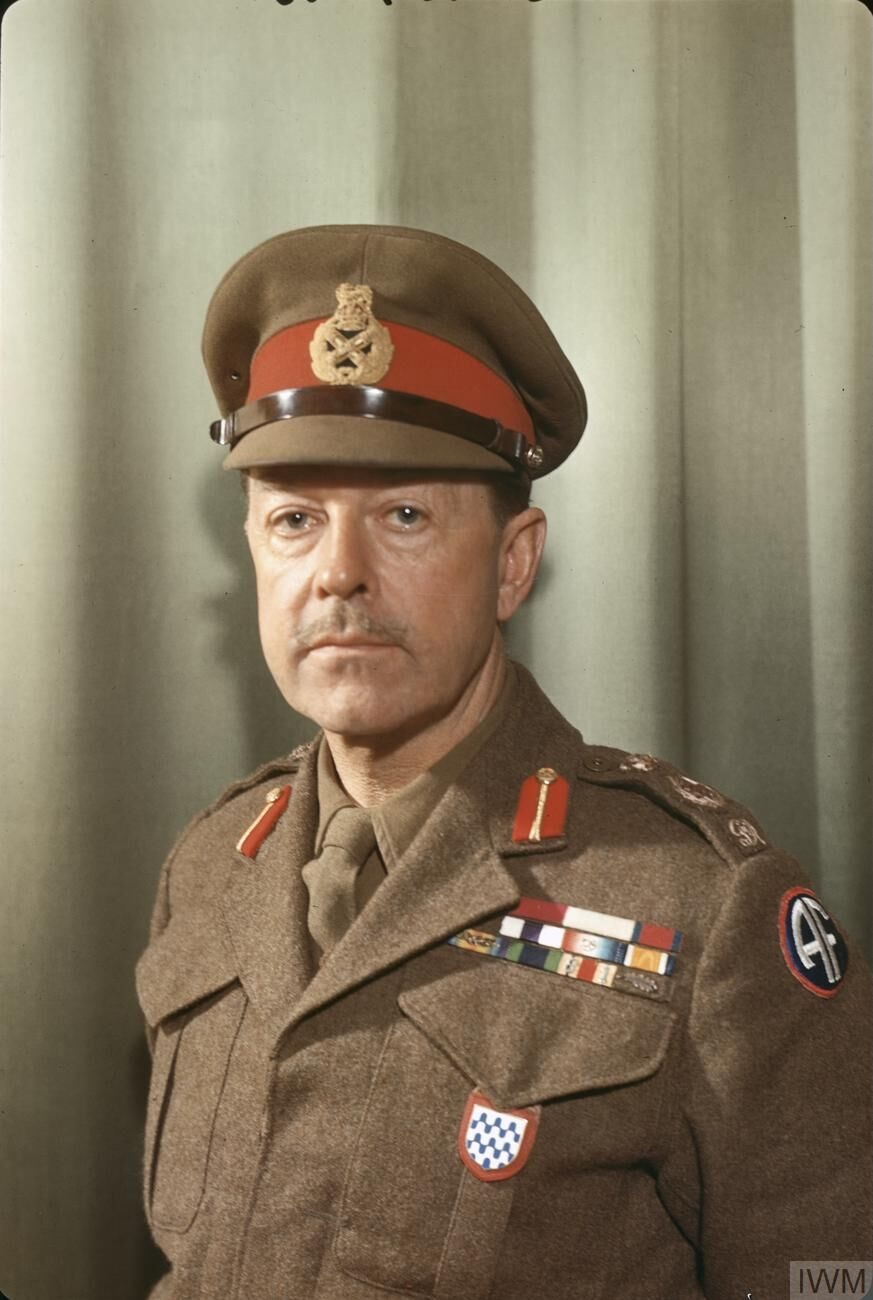
Командувач 15-ї групи армій генерал Г. Александер

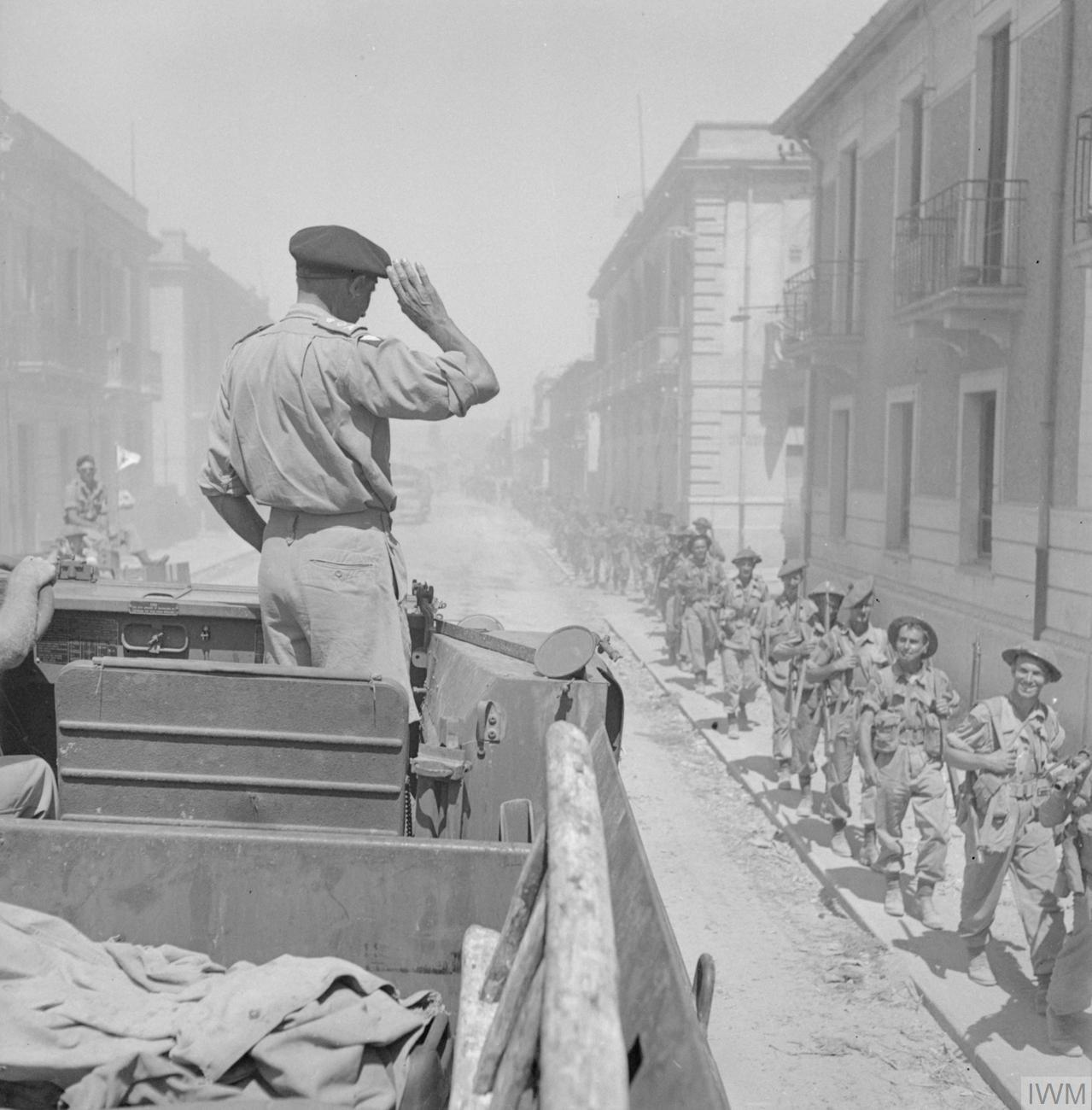
Командувач 8-ї британської армії генерал Б.Монтгомері вітає з борту DUKW своїх солдатів на італійській землі після висадки в Реджо-Калабрія, Італія, 3 вересня 1943

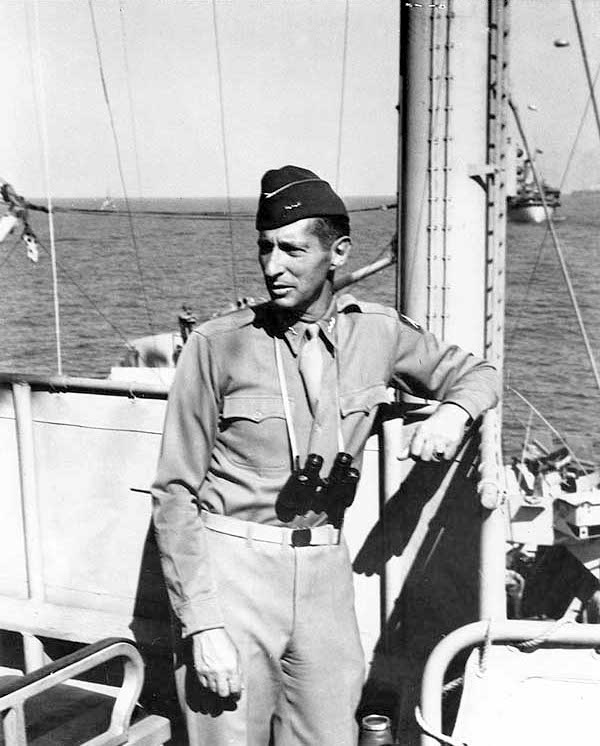
Командувач 5-ї американської армії генерал М. Кларк на борту корабля управління «Єнкон» під час висадки морського десанту в Салерно, Італія, 12 вересня 1943

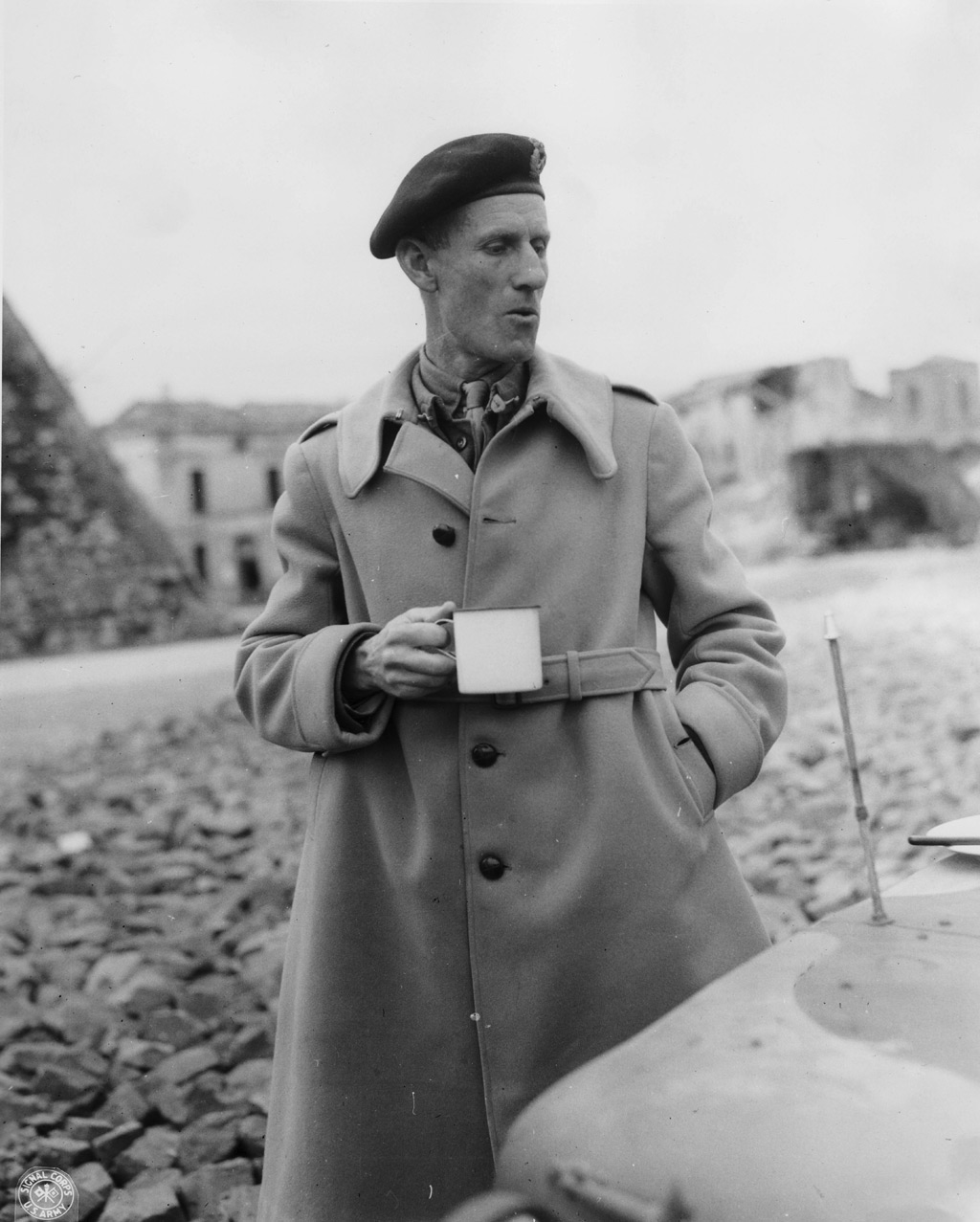
Командир британського X корпусу лейтенант-генерал Р.Маккрірі

Одночасно з розробкою планів висадки морських десантів, англо-американське командування розглядало можливе десантування своїх парашутистів в Італії. Десант планувалося провести на перевали Сорренто північніше Салерно, але 12 серпня від цього відмовилися. Вже 18 серпня запропонували провести за планом операції «Джайант» повітряну висадку двох полків 82-ї американської дивізії для захоплення мостових переправ через річку Вольтурно. Потім поступила пропозиція збільшити масштаби десанту та висадити всю дивізію з одночасною амфібійною висадкою 325-го планерного полку на плацдарм.
3 вересня 1943 року Італія капітулювала й операція «Джайант» була замінена на «Джайант II» — повітряний десант 504-го парашутного полку на аеродроми Стаціоне ді Фурбара та Черветері північно-західніше Риму. Метою його висадки було сприяння італійським військам, що перейшли на бік союзників, захопити та утримати столицю Королівства.
Однак, командир 82-ї повітрянодесантної дивізії бригадний генерал М.Тейлор підозрював, що висадка американських десантників у глибині оборони противника без можливості вогневої підтримки з боку наземних військ та кораблів ВМС може призвести до катастрофи. 8 вересня, коли патфайндери вже були на борту транспортних літаків, висадка повітряного десанту була скасована.
На початковій стадії планування операції велику вабу союзникам становило бажання опанувати великий морський порт Таранто на південному узбережжі Італії, але від цій ідеї довелося відмовитися через надзвичайно потужні систему оборони. 3 вересня ситуація докорінно змінилась, італійський уряд підписав перемир'я і англо-американське командування визначило завдання 1-й парашутній дивізії майор-генерала Дж. Гопкісона висадитися з десантних суден безпосередньо в порту, з ходу захопити Таранто та навколишні аеродроми, забезпечивши в такій спосіб плацдарм для прибуття основних сил V британського корпусу лейтенант-генерала Ч.Оллфрі. 4 вересня 1943 року командир британської дивізії отримав наказ, 8 числа британські парашутисти сіли на борт кораблів і вийшли в море.
За планом 9 вересня 1943 року мала статися основна висадка 5-ї армії союзників під командуванням генерал-лейтенанта М.Кларка за задумом операції «Аваланч». Цей морський десант мав висадитися на західному узбережжі Італії неподалік від Салерно. До складу головних сил входили американський VI корпус генерал-майора Е.Доулі та британський X корпус лейтенант-генерала Р.Маккрірі. 82-га десантна дивізія перебувала в резерві, в готовності до висадки парашутним способом у разі необхідності. Загалом сили союзників складалися з 8 дивізій та 2 бригад. Головним завданням було створення плацдарму, захоплення стратегічно важливого морського порту Неаполь, і просуваючись далі на схід до адріатичного берега, розчленувати країну навпіл, тим самими відрізаючи німецькі та італійські частини південніше.
Для виконання завдань з висадки трьох морських десантів військово-морські сили зосередили 627 бойових, транспортних та десантних кораблів і суден під єдиним командуванням віцеадмірала Г.Г´юїтта. Зважаючи на негативні наслідки повітряного прикриття силами авіації наземного базування при висадці на Сицилію, союзники сформували авіаносне З'єднання V, що мало у своєму складі «Унікорн» та чотири ескортні авіаносці під прикриттям крейсерів «Філадельфія», «Саванна», «Бойсе» та 14 есмінців. Для виконання завдання з вогневого прикриття морського десанту залучалося З'єднання Н, з чотирьох британських лінкорів та двох авіаносців, що безпосередньо підпорядковувалися командувачу Середземноморським флотом адміралу флоту серу Е.Каннінгему.

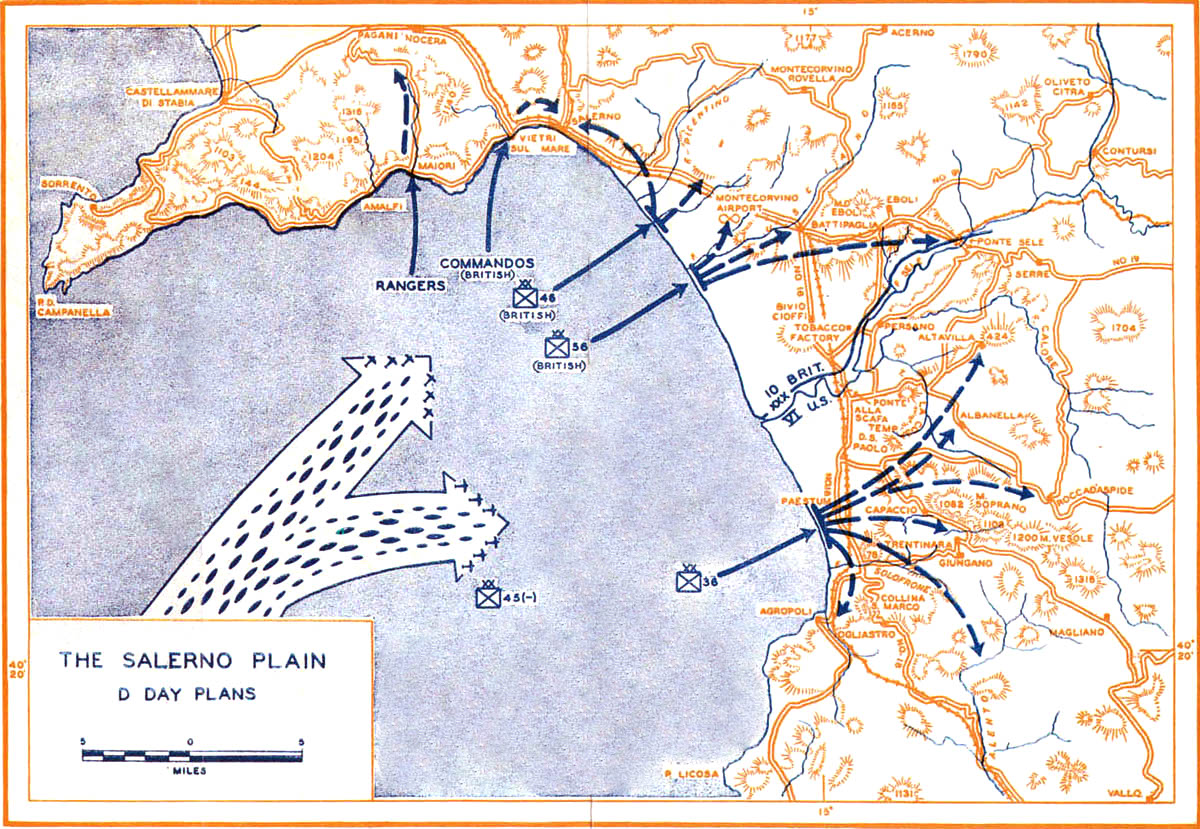
Загальний замисел операції з висадки союзників у районі Салерно під час вторгнення західних союзників до континентальної Італії

Планування «Аваланч» здійснювалось у найкоротші терміни — за 45 діб і несло чимало ризиків при реалізації задуму операції. По-перше, союзники виділили лише половину від того складу сил, що висаджувався в Сицилії. По-друге, на величезному фронті висадки у 56 км за даними розвідки їм мали протистояти близько шести німецьких дивізій. На противагу, ударне угруповання морського десанту включало лише три повноцінні дивізії від 5-ї армії: американська 36-та піхотна генерал-майора Ф.Волкера з VI корпусу та дві британські піхотні від X корпусу — 46-та Дж. Хоукесворта та 56-та майор-генерала Д.Грехема. По-третє, плацдарми союзників відстояли на відстані 19 км один від одного, та більш того, їх роз'єднувала річка Селе. Для прикриття флангів між плацдармами генерал М.Кларк не планував виділяти частку сил, і з запізненням віддав розпорядження прикрити стик між ними двома батальйонами. У четвертих, сама місцевість повністю була на боці тих, що тримають оборону.
На посилення піхотним з'єднанням першими з моря висаджувалися спеціальні війська: три батальйони американських рейнджерів (1-й, 3-й та 4-й) і два загони британських командос (No. 2 і No. 41 (морської піхоти). Головними завданнями цих підрозділів було захоплення гірських перевалів та пануючих висот у напрямку Неаполя та утримання їх до підходу загальновійськових частин. Однак, питання організації взаємодії між рейнджерами і командос з морським десантом не були опрацьовані до кінця.
Вогнева підготовка до моменту висадки не планувалася для досягнення найліпшого ефекту та раптовості висадки. Однак, згодом виявилось, що це зіграло на руку німецьким військам. Більш того, вже на етапі вторгнення були виявлені мінні поля на підходах до Салерно, тому десантно-висадочним засобам довелося здійснювати 19-кілометрові переходи для висадки солдатів на берег від транспортних суден.

## Сили оборони
У середині серпня 1943 року німці відновили групу армій «B» під командуванням генерал-фельдмаршала Е.Роммеля, з визначенням їй операційної зони північніше Пізи. Головнокомандування «Південь» (нім. OB Süd) генерал-фельдмаршала А.Кессельрінга об'єднало під собою усі німецькі та італійські формування в південній частині Італії.
22 серпня була заснована 10-та польова армія під командуванням генерала Г.фон Фітингофа, на яку покладалося завдання берегової оборони адріатичного та Тірренського узбережжя Італії та прикриття найзагрозливіших напрямків. До її складу увійшли два танкові корпуси, що разом мали шість дивізій — XIV генерала танкових військ Г.Балька (1-ша парашутно-танкова «Герман Герінг» В.Шмальца, 15-та панцергренадерська Е.Родта та 16-та танкова Р.Зікеніуса дивізії) та LXXVI Т.Герра (26-та танкова С.фон Лютвіца, 29-та панцергренадерська В.Фріза і 1-ша парашутна генерал-лейтенанта Р. Гайдріха). В районі плануємої висадки біля Салерно на узвишшях навколо плацдарму оборону тримали підрозділи 16-ї танкової дивізії.

## Битва

### Операція «Бейтаун»
3 вересня 1943 року британський XIII корпус лейтенант-генерала М.Демпсі з 8-ї армії Б.Монтгомері силами 1-ї канадської та 5-ї британської піхотних дивізій розпочали операцію «Бейтаун». Спротиву з боку противника майже не було, італійські берегові частини капітулювали практично без жодного пострілу.

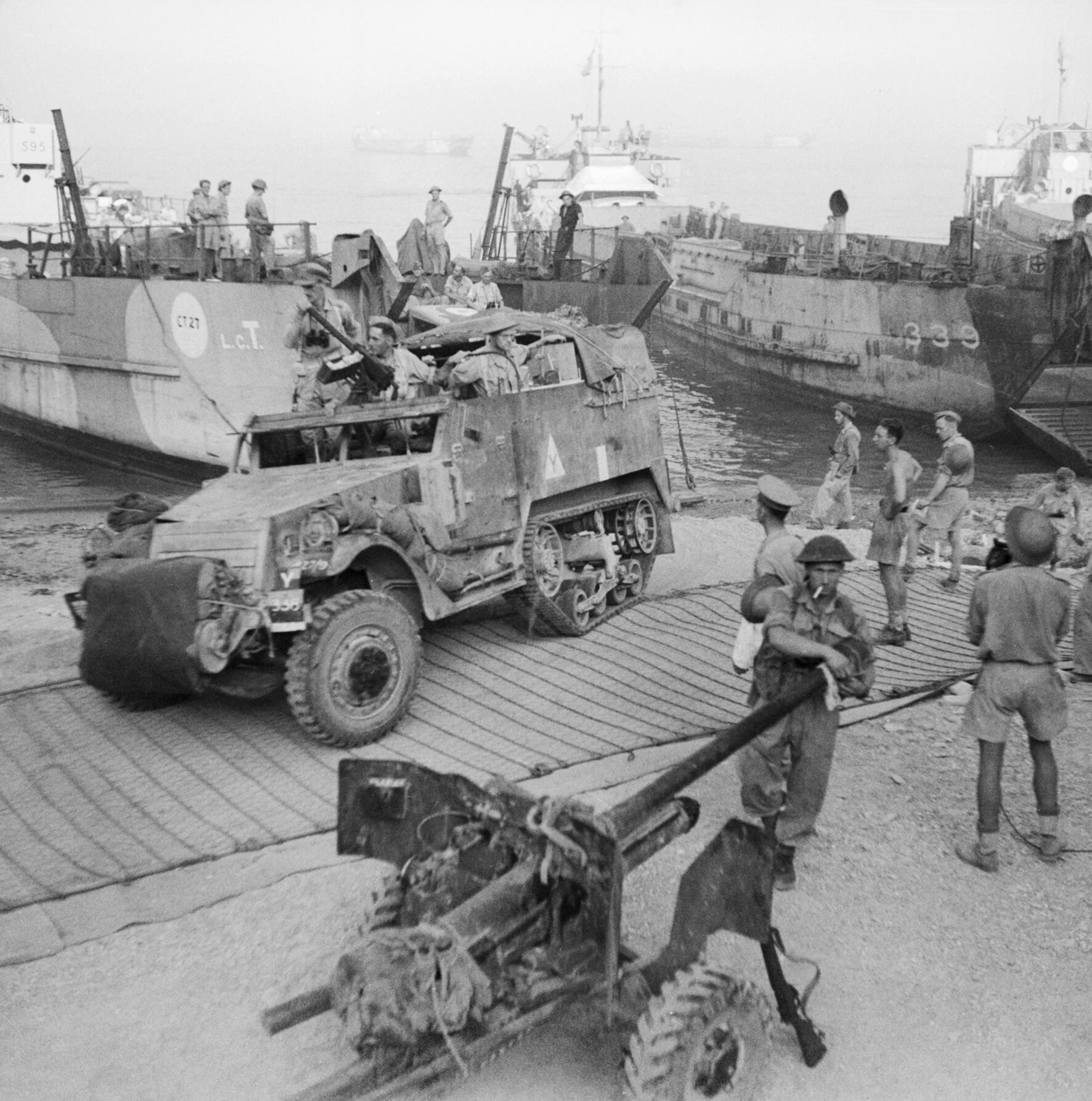
Висадка британських сил в Реджо-Калабрія. Операція «Бейтаун»

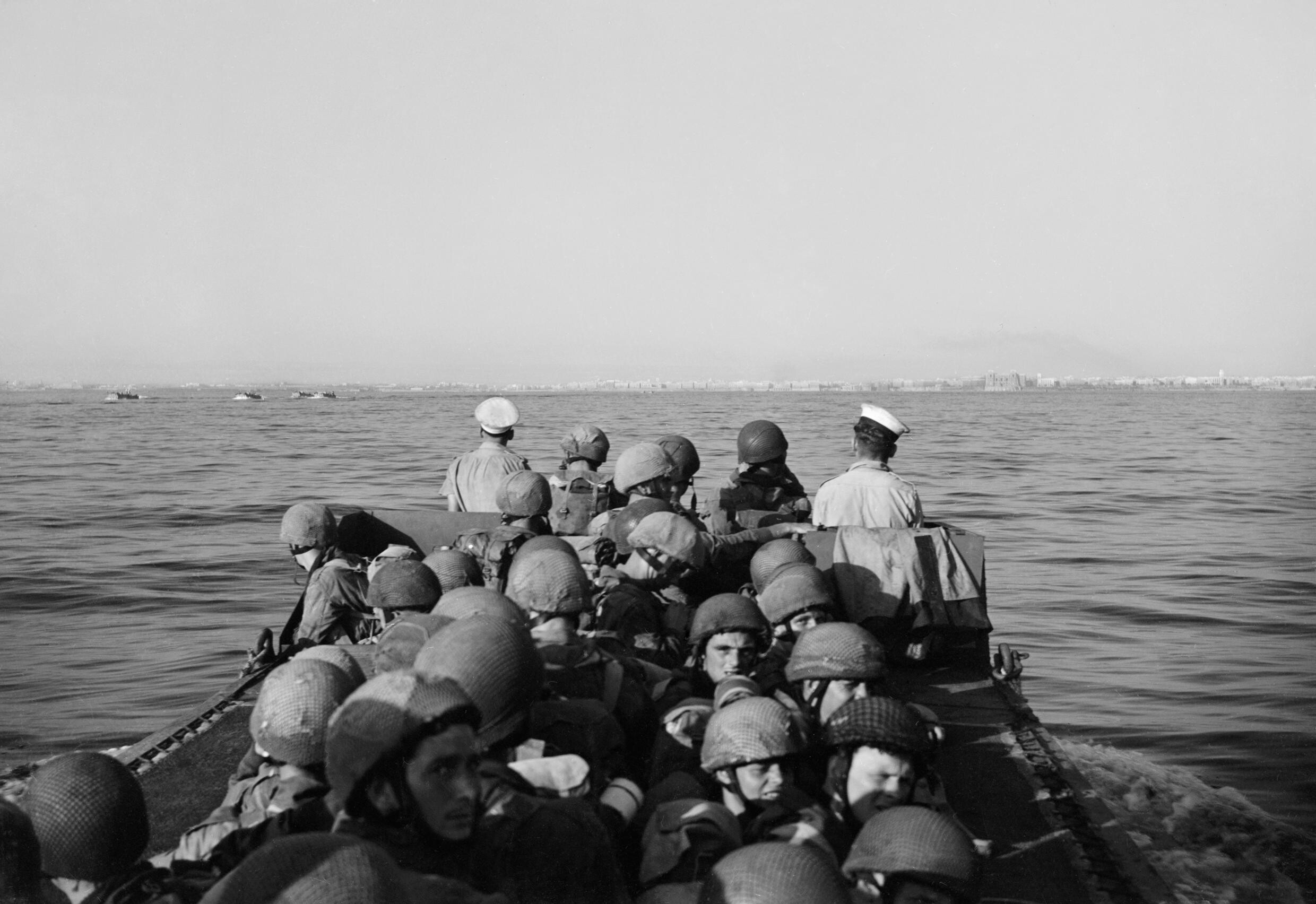
Британські війська на десантно-висадочному засобі наближаються до італійського порту Таранто. Операція «Слепстік»

Головнокомандувач усіх військ вермахту в Італії генерал-фельдмаршал А.Кессельрінг не розраховував, що основним напрямком імовірного вторгнення англо-американських військ буде Калабрія. На його погляд логічніше було висадити морський десант значно північніше — в районі Салерно або навіть Рима. Виходячи з цих міркувань, командир LXXVI танкового корпусу генерал Т.Герр залишав на крайньому кінці «пальця» італійського півострову лише один 15-й панцергренадерський полк 29-ї дивізії, решта частин дислокувалася вище, в районі Баньяра, на відстані 40 км від плацдарму британсько-канадського десанту. Панцергренадери практично не вели активних бойових дій, а з 6 вересня взагалі відступили на північ, до Кастровілларі, де з'єдналися з основними силами дивізії в 130 км від району висадки противника.

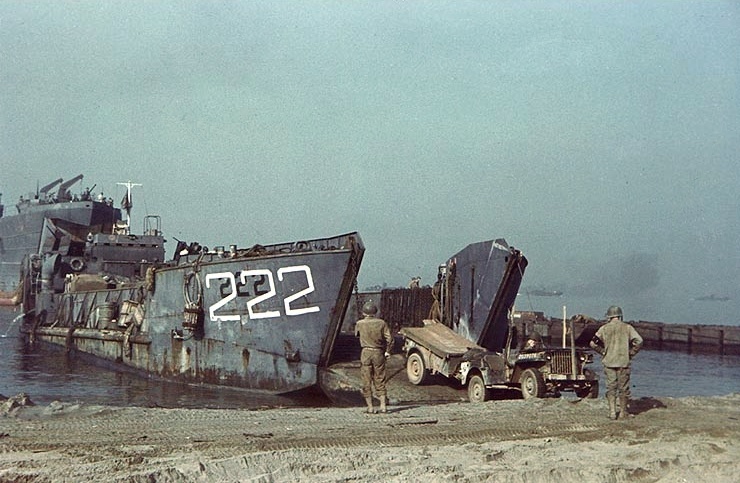
Американські LCT висаджують джипи Willys MB на плацдарм біля Салерно. Вересень 1943

Неподалік, біля Нікотери, приблизно у 24 км від Баньяра-Калабра, розміщувалася бойова група Крюгера (два батальйони 71-го панцер-гренадерського полку, 129-й розвідувальний батальйон, посилені підрозділами артилерії й інженерів) від 26-ї танкової дивізії.

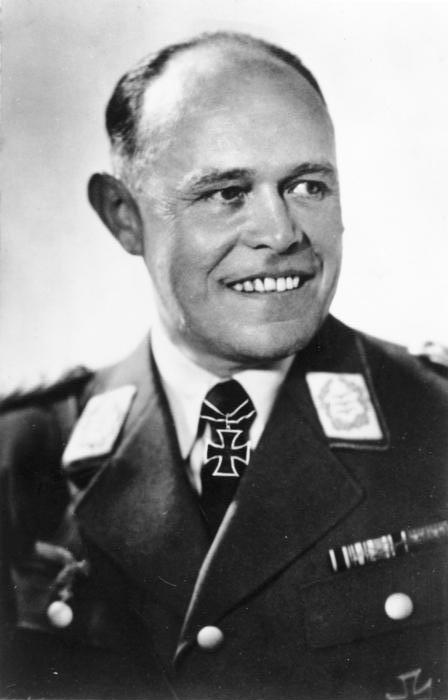
Головнокомандувач Головнокомандування Вермахту «Південь» генерал-фельдмаршал Альберт Кессельрінг

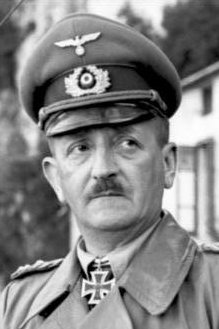
Командувач 10-ї армії генерал-полковник Генріх фон Фітингоф

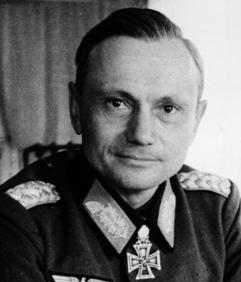
Командир XIV танкового корпусу генерал танкових військ Герман Бальк

Командир LXXVI танкового корпусу генерал танкових військ Трауготт Герр

4 вересня передові підрозділи 5-ї британської піхотної дивізії дісталися Баньяри, де з'єдналися з 1-м спеціальним батальйоном розвідки і у взаємодії з ними змусили відступити 3-й батальйон 15-го панцергренадерського полку. 7 вересня в бій вступила бойова група Крюгера.
8 вересня з моря у Піццо-Калабро висадилася 231-ша окрема бригадна бойова група бригадира Р.Аркарта, яка вийшла в тил німецьким військам, що оборонялися по рубежу поблизу Нікотера. Спільними діями німецькі частини завдали удару по британських військах, що наступали, у ході бою британцям довелося прийняти бій і зупинитися. Але до вечора німецькі підрозділи організовано відступили на заздалегідь підготовлені позиції.
Просування 8-ї армії йшло повільно, наступ стримувався через зруйновані мости, завали на дорогах та мінні поля, що встановили німці, відходячи. Через складний рельєф гірсько-горбистої місцевості обходи часто були неможливі, отже англійським командирам доводилося витрачати чимало часу на організацію та проведення інженерної розвідки маршрутів висування та ще більше часу на розмінування і розчищення доріг від штучних перешкод. Точка зору фельдмаршала Б.Монтгомері щодо недоцільності висадки з «пальця» Апеннінського півострову виявилася правдивою. Частини його армії ніяк не могли розгромити німецькі формування, які всіляко ухилялися від бою, водночас витрачали занадто багато часу на просте просування вглиб країни.
За станом на 8 вересня А.Кессельрінг завершив зосередження своїх сил на найнебезпечніших напрямках. 1-ша парашутна дивізія розміщувалася на тарантському напрямку, її завданням було максимально стримати просування британських парашутистів з півдня. В Калабрії поблизу Кастровілларі розосереджувалися дві дивізії LXXVI танкового корпусу, в готовності протистояти наступу противника з італійського «пальця». У тиловій зоні 10-ї армії лишився тільки одна бойова група фон Узедома, у складі 1/67-го панцергренадерського полку з посиленням артилерією та саперами. Значно вище XIV танковий корпус Г.Балька перебував у готовності вступити в бій з будь-якими десантами союзників. 16-та дивізія утримувала підступи до затоки Салерно, дивізія «Герман Герінг» зосереджувалася біля Неаполя, в той час, як 15-та панцергренадерська перебувала північніше затоки Гаета.
8 вересня 1943 року напередодні початку основного вторгнення в Італії трапились значні події. Спочатку генерал Д.Ейзенхауер оголосив про капітуляцію й вихід Королівства з війни, трохи пізніше до населення від італійського уряду звернувся маршал П. Бадольйо. Практично відразу італійські формування припиняли чинити опір та складати зброю. Головні сили Королівських італійських ВМС вирушили до військово-морських баз союзного флоту. Німецьке командування прекрасно знало про такий перебіг подій і відповідно підготувалося до капітуляції свого головного союзника на континенті. В силу вступив план операції «Аксе» — німці відразу приступили роззброювати та полонити італійські підрозділи, одночасно йшло захоплення найважливіших об'єктів та оборонних позицій.

### Операція «Слепстік»
Зранку 9 вересня 1943 року союзники розпочали операцію «Слепстік». Перший ешелон британської 1-ї парашутної дивізії висадився на італійський берег з чотирьох британських та одного американського крейсерів і мінного загороджувача «Абдіель». З бази в Таранто в супроводі двох крейсерів вийшли італійські лінкори «Андре Доріа» та «Кайо Дуіліо» та попрямували на Мальту здаватися союзникам. У місті та порту німецьких частин не залишилося, висадка на берег відбулась без будь-якої протидії. Єдиною жертвою став британський мінний загороджувач «Абдіель», який наразився на ворожу міну та за лічені хвилини затонув, потягнувши на дно 168 осіб, ще 126 дістали поранень.

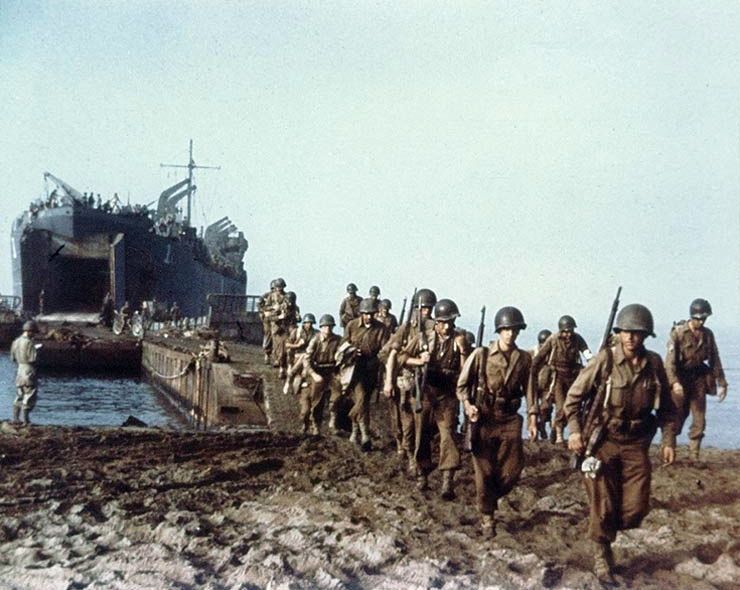
Американська піхота висадилася з LST-1. Вересень 1943

Тільки 11 вересня при просуванні розвідувальних та передових загонів углиб Італії сталися збройні сутички між британськими підрозділами та елементами 1-ї німецької парашутної дивізії. Однак, німецькі парашутисти використовували партизанську тактику ведення бою, вони обстрілювали англійських солдатів та офіцерів і негайно тикали з місця засідки. В ході однієї такої стрілянини був смертельно поранений командир британської 1-ї парашутної дивізії майор-генерал Дж. Гопкісон.
До 11 вересня союзники без бою опанували морські порти в Барі та Бриндізі.

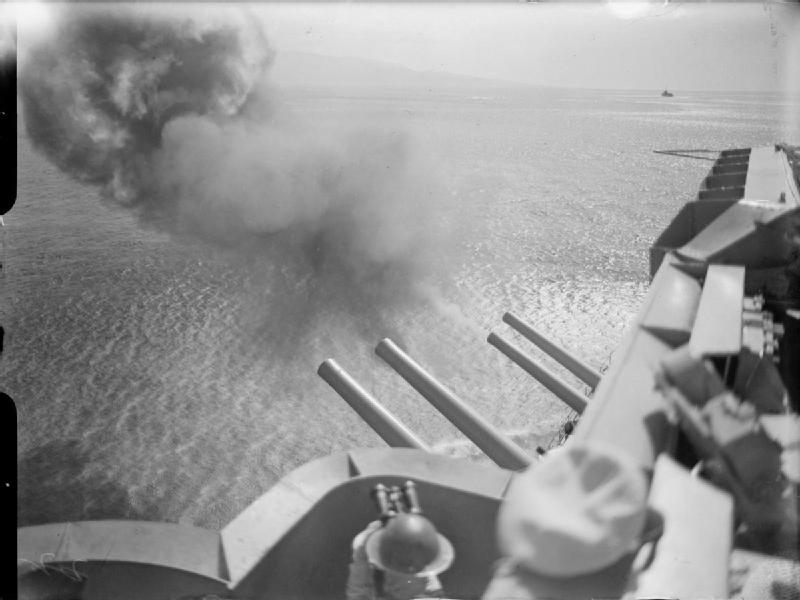
Британський лінкор «Ворспайт» веде вогонь по позиціях противника в Реджо-Калабрія. Операція «Бейтаун»

### Операція «Аваланч»
9 вересня 1943 року відповідно до плану розпочалась основна частина вторгнення союзників до Італії — операція «Аваланч». 5-та американська армія генерал-лейтенанта М.Кларка висаджувалася без попередньої вогневої підготовки, намагаючись зберегти ефект раптовості операції. Однак, командувач амфібійними силами адмірал Г.Г´юїтт висловився, що це не дасть позитивного результату і врешті-решт висадка відбудеться без сюрпризу для противника. Коли перша хвиля на чолі з командиром 36-ї американської піхотної дивізії наблизилась до берега з укріплених позицій німців через гучномовець англійською мовою було сказано: «Виходьте та здавайтеся. Ми вас накриємо». Але союзний десант розпочав атаку з ходу.
Противною стороною в районі висадки керував командир 16-ї танкової дивізії генерал-майор Р.Зікеніус, який розбив з'єднання на чотири змішані бойові групи та роззосередив їх по периметру ймовірного плацдарму на вигідних напрямках. Група Дорнеманн перебувала східніше Салерно та протистояла 46-й британській дивізії генерал-майора Дж. Хоуксворта. Група Штемпель утримувала позиції між Понтеканьяно та Баттіпалья, на її ділянці висаджувалася 56-та піхотна дивізія британського генерала Д.Грехема. Бойова група Голті перебувала у резерві дивізії та мала район зосередження поблизу Персано на річці Селе, цей район припадав саме на стик зони висадки між британським X та американським VI корпусами. Ще одна група фон Дорінг мала сектор відповідальності між Альбанелла та Рутіно південно-східніше Ольястро; в цьому напрямку знаходилися плацдарми американської 36-ї піхотної дивізії.

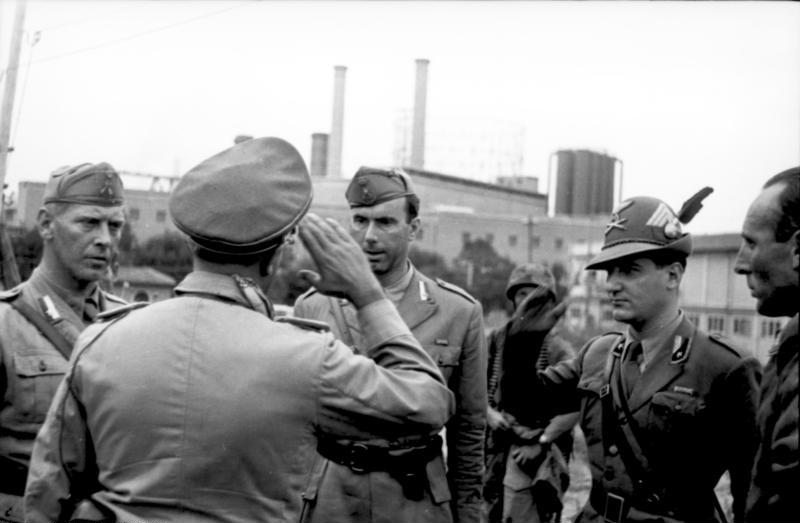
Італійські офіцери 12-ї піхотної дивізії «Сассарі», захоплені в полон німецькими десантниками, ведуть переговори з представником Вермахту. Вересень 1943

Висадка британського X корпусу лейтенант-генерала Р.Маккрірі, що мала в першій хвилі вторгнення передові підрозділи 46-ї та 56-ї дивізій, а також легкі загони американських рейнджерів і британських командос 2-ї бригади спеціальної служби бригадира Р. «Лакі» Лейкока, пройшла в різному форматі. Отже, висадка рейнджерів і загонів No. 2 і No. 41 (морської піхоти) британських командос відбулась практично без стрілянини та майже без втрат. Американці за підтримки вогню британського есмінця «Ледбері» доволі швидко захопили перевали в горах, британці опанували й утримали висоти поздовж основних доріг, що вели з Салерно до Неаполя. На світанку командос загону No. 2 вирушили на Салерно і в короткій сутичці відбили невеликий підрозділ на танках і бронеавтомобілях 16-го танкового розвідувального батальйону. Після швидкоплинного, але запеклого бою, що коштував їм втрати дев'ятьох вбитих та 37 поранених, командос No. 40 та No. 41 захопили Салерно.
Разом з цим, просування основних сил морського десанту не було настільки результативним та легким, як у спецназу. Дві британські піхотні дивізії наразилися на добре організований та ефективний опір німців. Командування 16-ї дивізії створило багатошарову систему вогню, тому, незважаючи на підтримку корабельної артилерії, англійським солдатам було складно прорватися по відкритій місцевості від урізу води, долаючи завади під вогнем противника до першої лінії оборони вермахту. На подолання цих перешкод британським командиром знадобилося багато часу, здійснюючи маневр силами та засобами та ціною серйозних жертв вони врешті закріпилися на берегу, але через значний спротив не змогли відразу розвинути успіх та з'єднатися з американцями, що висадилися південніше.
Перші два батальйони 141-го та 142-го піхотних полків 36-ї техаської дивізії також висаджувалися під щільним вогнем підрозділів бойової групи фон Доерінга, що тримали оборону на цьому напрямку. Коригувальники вогню, які розмістилися на узвишшях Монте Сопрано, керували наведенням артилерійського вогню по десантно-висадочним засобам американців, які наближалися до берегової лінії. Через інтенсивний та влучний вогонь противника частка LCT та DUKW змушено відвернули та відступили від плацдарму. Дивізія не мала ніякого бойового досвіду і напередодні операції серед солдатів панували настрої, що через те, що Італія капітулювала, висадка відбудеться легко без значних складностей. Тому 141-й полк не зміг виконати бойове завдання, на пляжі панувала паніка, особовий склад розгублений метався під вогнем противника, шукаючи укриття; внаслідок чого важка техніка не була доставлена на берег. Водночас, командування 142-го полку проявило більше організованості та рішучості й змогло опанувати плацдарм і забезпечити висадку на нього підрозділів 143-го піхотного полку, який з 08:00 йшов у другому ешелоні сил вторгнення. Сумісними зусиллями ці два полки вибили німців з їхніх позицій та рубежів та міцно закріпитися. До 09:00 ранку тральщики прочистили проходи в мінних полях біля берега, і есмінці стали підходити на відстань до 100 метрів та вести прицільний вогонь по опорних пунктах вермахту. «Філадельфія» і «Саванна» тим часом стрільбою зі своїх гармат 150-мм калібру ставили загороджувальний вогонь перед колонами танків та бронетехніки німців, що вжили спробу прорватися на пляж та знищити десант.
До кінця першого дня битви, 5-та армія не змогла виконати усі завдання, але в цілому висадка пройшла успішно. Британські війська силами двох штурмових дивізій прорвалися на відстань до 8-11 км, їхні спеціальні війська заглибилися ще далі та вийшли до неапольської долини. 36-та американська дивізія міцно зачепилася на правому березі річки Селе, частиною сил просунулася на глибину до 8 км; хоча її 141-й полк зав'яз на береговій лінії й не зміг прорватися далі.

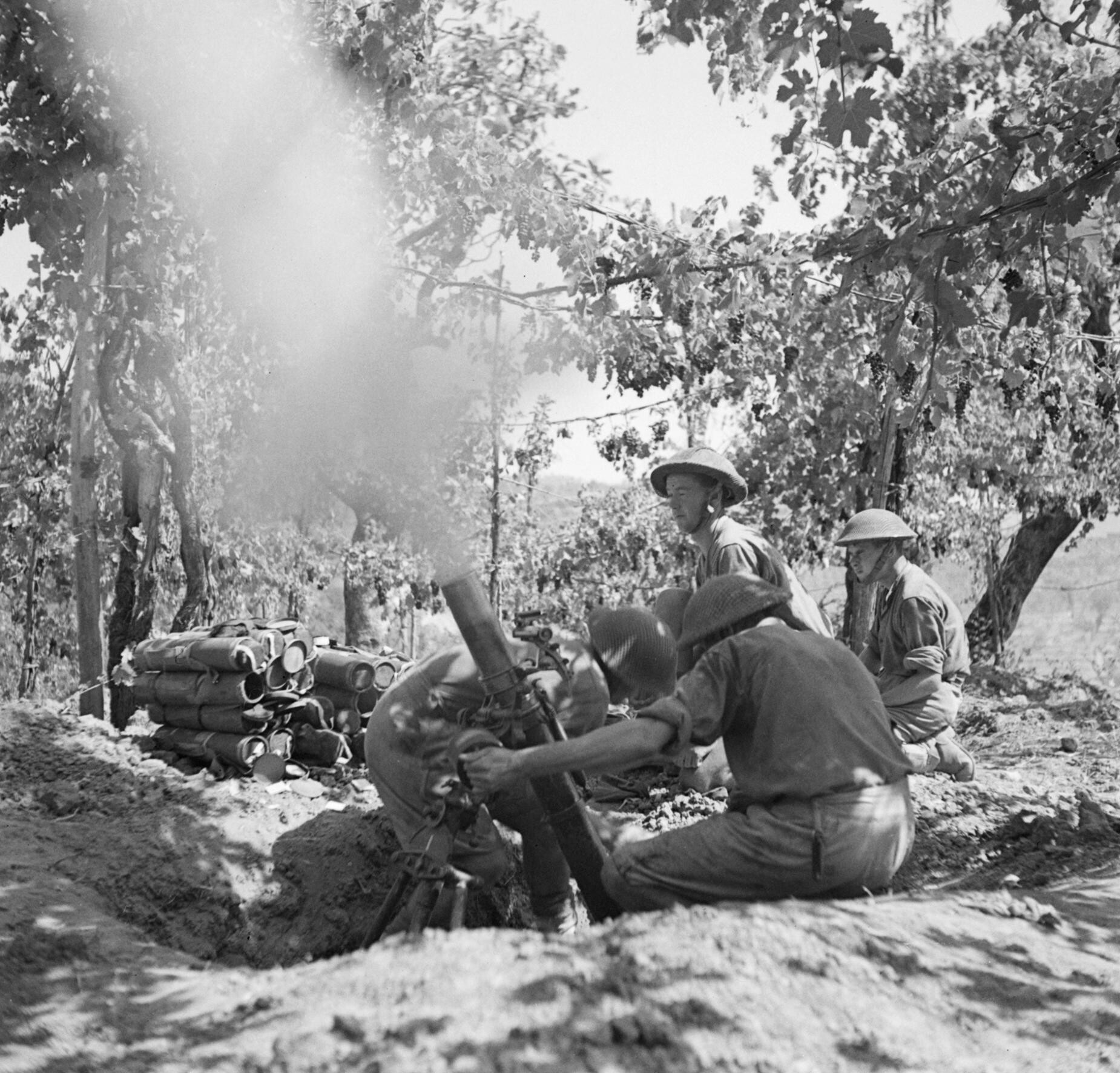
Британські мінометники ведуть вогонь з 81-мм міномета ML 3 inch по позиціях противника

Командир XIV танкового корпусу генерал Г.Бальк з'ясував, що в цілому план оборонної операції виконується, бойові групи продовжують діяти, як це планувалося раніше, та віддав наказ на висування до плацдарму вторгнення свіжих сил: дивізії «Герман Герінг» і 15-ї панцегренадерської дивізії. Згодом розпорядження на вихід до місця боїв біля Салерно отримав командир 29-ї панцергренадерської дивізії LXXVI танкового корпусу.
Перший день завершився з перемінним успіхом, жодна зі сторін не втратила ініціативу та не досягла визначених завдань.

### Дії Люфтваффе
Після 04:00 ранку 9 вересня перші літаки Люфтфваффе розпочали штурмовку та бомбардування передових підрозділів союзників, що висадилися на берег. Їхні нальоти тривали періодично, доки частини X корпусу не захопили аеродром Монтекорвіно, на відстані 5 км від берега, та не знищили на землі близько 35 німецьких літаків. Однак, захопити навколишні висоти, що панували над злітною смугою, британці не змогли, тому незабаром німецька артилерія розпочала інтенсивно обстрілювати втрачене летовище, запобігши можливості союзної авіації сісти на поле.
10 вересня німецькі бомбардувальники розпочали масовані атаки на командно-штабний корабель командувача 5-ї армії генерала М.Кларка «Єнкон». За 36 годин екіпаж та штабний персонал 30 разів займав визначені пости та позиції в режимі повної бойової готовності для відбиття 450 нальотів ворожої авіації. Адмірал Г.Г´юїтт доповідав: «Повітряна ситуація критична». Командування вже ухвалило рішення відвести свої авіаносці від плацдарму через загрозу нападу, але пізніше кораблі залишилися, їхні Supermarine Seafire забезпечували надійне протиповітряне прикриття.
85 союзних кораблів та суден були уражені поблизу Салерно під час висадки. 11 вересня в результаті добре скоординованої атаки американський крейсер «Саванна» був виведений з ладу внаслідок влучення керованої планеруючої бомби Fritz X, скинутої з Dornier Do 217; крейсер «Філадельфія» ледве уникнув такої долі.
Наступного дня генерал М.Кларк перевів свій штаб на берег, а адмірал Г.Г´юїтт перемістив своїх офіцерів на флагманський корабель «Біскейн», «Єнкон» з демаскуючими антенами на борту зміг відпливти до Північної Африки.

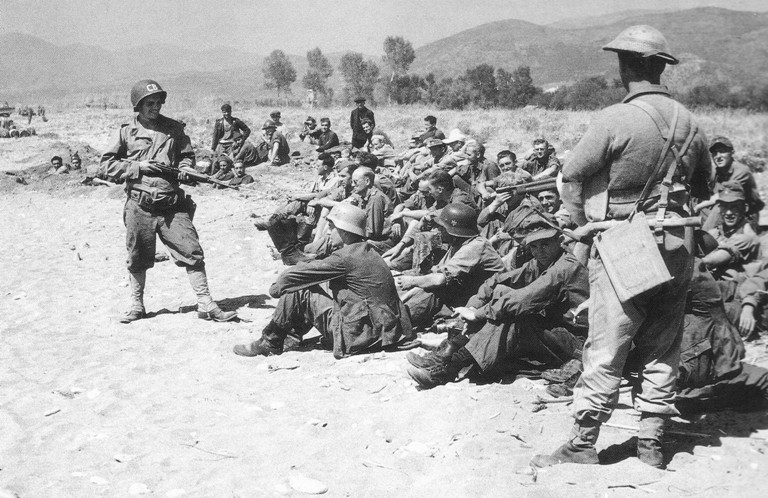
Німецькі та італійські військовополонені, захоплені союзниками в боях під Салерно

### Бої за розширення плацдармів
Протягом наступних трьох днів, намагаючись зміцнити свої позиції, союзники вели бої за утримання та розширення плацдармів. Разом з цим, німецьке командування проводило систематичні обстріли та всіляко чинило опір, прикриваючи в такій спосіб свою головну мету — зосередження резервів для проведення потужного контрудару по ворожому угрупованню на плацдармі. 10 вересня генерал М.Кларк прибув на військ, які висадилися, й оцінивши обстановку на місцевості, дійшов висновку, що X британський корпус навряд чи зможе прорвати оборону противника на східному краю плацдарму й з'єднатися з VI американським корпусом. Для укріплення стику між об'єднаннями, він вирішив посилити шляхом маневру лівий фланг американського корпусу кістяком 45-ї дивізії Т.Міддлтона. На північний фланг він висунув зведений загін силами до батальйону, який мав посилити підрозділи рейнджерів.

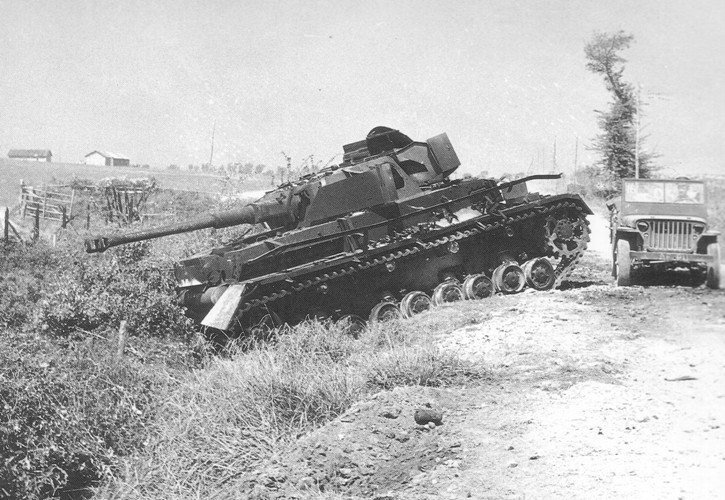
Підбитий німецький Panzer IV у боях за плацдарм Салерно

Тим часом, німці поступово проводили потайливе перегрупування сил і зосередження їх у районах переходу в контратаку. Зі знов прибулих формувань утворювалися штурмові групи та загони. До 13 вересня усі бойові елементи бойового порядку вермахту були готові до початку контрнаступальних дій.
З боку союзників ситуація була набагато складніша. План висадки через постійний вплив з боку противника порушувався, на берег прибули не всі заплановані підрозділи, й тим більш, не вся важка та особливо бронетанкова й інженерна техніка була перевезена на плацдарм. На вечір 12 вересня англо-американському угрупованню не вистачало сил для активних подальших дій.
12 вересня командувач 15-ї групи армій генерал сер Г.Александер доповідав начальнику Імперського генерального штабу генералу серу А.Бруку в Лондон: «Я вкрай незадоволений ситуацією з операцією „Аваланч“. Зосередження військ триває повільно і наші сили притиснути до моря, плацдарми не мають достатньої глибини для концентрації. Всі зусилля зосереджені тільки на поставках на берег частин та майна. Я очікую на неминучий потужний контрнаступ німців».

### Німецький контрнаступ
13 вересня німці розпочали свою контрнаступальну операцію, намагаючись одним потужним ударом розчавити та скинути ворожий десант у море. Бойові групи від дивізії «Герман Герінг» першими ударили на північному фланзі плацдарму, однак головний удар завдавався на найслабкішій ділянці — на стику між британським та американським корпусами, що проходив від Баттіпаджіа до моря. Зразку 13 числа елементи 36-ї дивізії генерал-майора Волкера вели наступ на Альтавілла та успішно захопили його, але під ударами німецьких військ були змушені відступити на вихідні рубежі. Ближче до полудня дві бойові групи «Кляйне Лімбург» та «Крюгер» атакували Персано та розбили 1/157 піхотного полку, форсували з ходу Селе та вступили в бій з другим ешелоном — 2/143 полку, який незабаром також відступив.
Наступ бойових групи німецьких військ проводився одночасно також з південного та південно-західного напрямків, унаслідок успішного просування їхні передові підрозділи змогли потіснити англо-американські війська та з'єднатися поблизу злиття річок Селе та Калоре. Тут їх наступ був зупинений зібраними поспіхом генералом Волкером тиловими підрозділами за підтримки вогню вогнем польової та корабельної артилерій флоту.
Ситуація для союзних військ стала настільки критичною, що командування почало розробляти плани на евакуацію своїх сил з плацдарму. Однак, проаналізувавши обстановку, урешті-решт генерал М.Кларк призупинив процедуру відходу та зосередився на організації відсічі німецького контрнаступу.

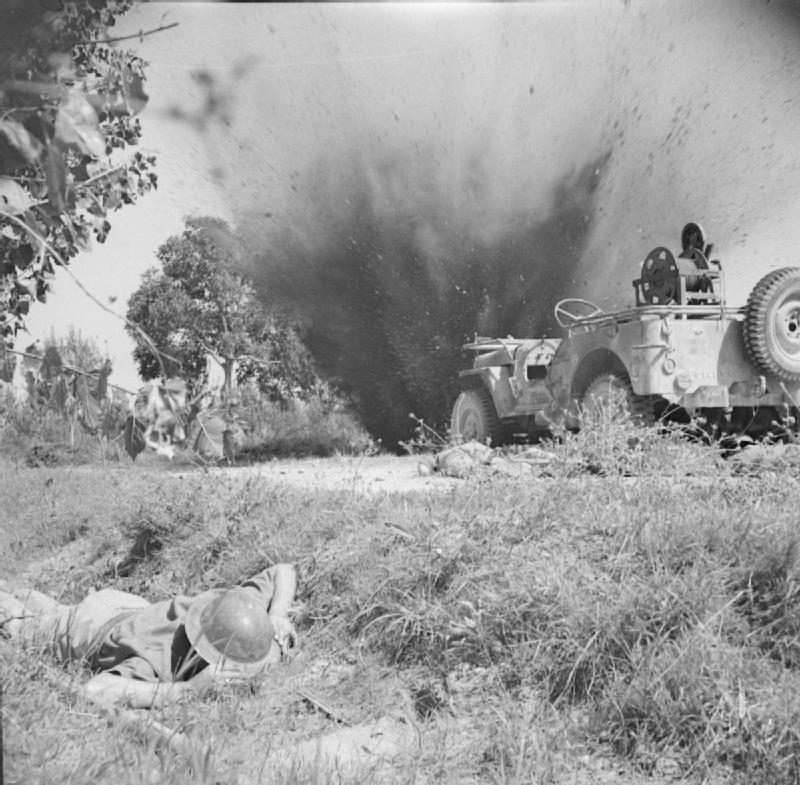
Британські зв'язківці під артилерійським обстрілом в Італії

VI корпус генерала Е.Доулі практично втратив на цей час свої найбоєздатніші батальйони, що тримали оборону на передовій, і командир змушений був віддати наказ про відхід на поспіхом створені запасні рубежі оборони. 45-та піхотна дивізія відступила до злиття Селе-Калоре і перейшла до утримання цього району, водночас 36-та зайняла на прибережних пагорбах біля струмка Ла Касо позиції.
На допомогу цим дивізіям ввечері 13 числа був скинутий десант з 1300 парашутистів 504-го парашутного полку 82-ї дивізії генерал-майора М.Ріджвея. Замість бойового стрибка в тил противника за планом операції «Джайант II», коли союзне командування планувало прорив до Капуї, американські десантники висадилися безпосередньо на пляжі Салерно й зайняли оборонні позиції на правому фланзі VI корпусу.
Наступної ночі, коли криза розгрому морського десанту вже промайнула, 2100 американських десантників 505-го полку полковника Дж. Гевіна висадилися парашутним способом для посилення основного угруповання. Опівдні 14 вересня 180-й піхотний полк висадився на плацдарм, на фоні ситуації, що відносно стабілізувалася, М.Кларк не став кидати його в бій, а вивів до резерву. 15 вересня 325-й планерно-десантний полк посилений 3-м батальйоном 504-го полку висадився з моря й зосередився у визначеному районі.
Спроба нічного парашутного десанту з 600 осіб 509-го парашутного полку поблизу Авелліно, котрі мали перерізати лінії комунікацій та ймовірні шляхи маневру німецьких резервів, провалилася. Десант розсіяний в темряві над італійськими полями та пагорбами, зазнав великих втрат і завдання виконати не спромігся.
На ділянці британського X корпусу почали висадку перші підрозділі 7-ї бронетанкової дивізії майор-генерала Дж. Ерскіна та 23-ї бронетанкової бригади.
14 вересня, реорганізувавши оборону на плацдармі та отримавши підкріплення з моря та повітря, союзники підготувалися до відбиття удару противника в найуразлівішому місті їхньої оборони. За підтримки вогню корабельної артилерії головних калібрів, потужної авіаційної підтримки авіації А.Теддера, що скинула за добу понад 1 000 тонн авіаційних бомб, англо-американські війська відбили німецьку атаку.
15 вересня 16-та танкова та 29-та панцергренадерська дивізії, зазнавши величезних втрат у живій силі та техніці, перейшли до оборони. Північніше група «Швальц» дивізії «Герман Герінг» досягла більшого успіху, атакувавши 128-му гемпширську бригаду 46-ї дивізії, що оборонялася на пагорбах східніше Салерно.

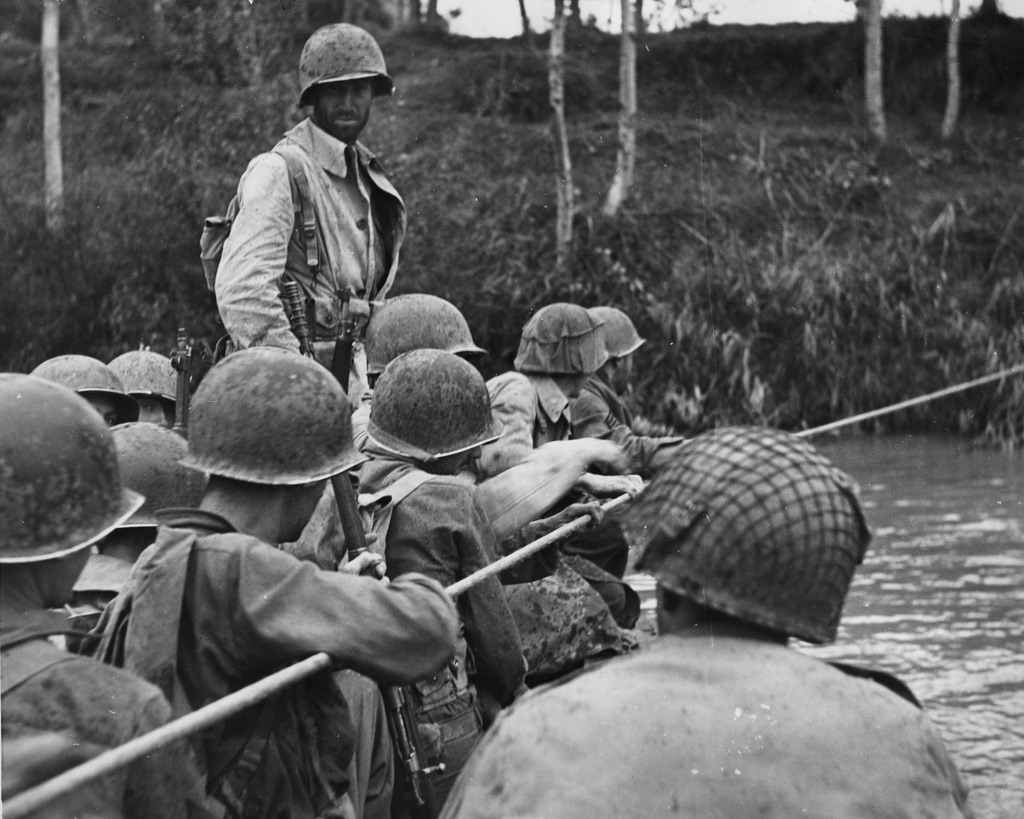
Американська піхота долає річку Вольтурно.

Союзна авіація продовжила нищити танкові колони та піхоту вермахту, що намагалася наступати. Корабельна артилерія також здійснювала потужний внесок у вогневе ураження німецьких військ. А з появою біля італійського берега британських лінкорів «Ворспайт» та «Веліант» моральний дух союзників значно зріс.
15 вересня А.Кессельрінг доповів Головнокомандуванню вермахту про те, що тотальна перевага противника в повітрі та на морі змусила його віддати наказ LXXVI танковому корпусу перейти до оборони й загальний стан справ лежить на успішності дій XIV корпусу генерала танкових військ Г.Балька, який щойно перейшов у наступ. Якщо атака западе, 10-та армія змушена буде припинити свій наступ та, уникаючи розгрому, організовано відступити на підготовлені рубежі.
16 вересня група Шмальца здійснила останню спробу прорвати позиції на фронті оборони X британського корпусу, але невдало. В цьому бою загинув 31-річний капітан Г.Веллслі, герцог Веллінгтонський з 2-го загону британських командос. На морі німці також провели завзяту атаку, їхні Dornier Do 217 K-2 з радіокерованими бомбами, що планерують, Fritz X, уразили лінкор «Ворспайт»

### Ситуація на інших напрямках
9 вересня війська Б.Монтгомері, що наступали з південної частини Італії, розтягнулися на величезній території, здійснюючи марш до центру країни. Перекидання морем до континенту з Сицилії проводилося повільно через брак транспортних засобів та вплив авіації противника. На цей момент командувач 8-ї армії ухвалив рішення призупинити подальший наступ та провести перегрупування своїх військ. Однак, головнокомандувач генерал Г.Александер відразу же надіслав розпорядження щодо недопущення зупинки: "Це надзвичайно важливо продовжувати тиснути на німців для того, щоб вони не могли відвести свої війська від вашого напрямку та перенацілити їх на «Аваланч». 12 числа до штабу генерала Б.Монтгомері особисто прибув начальник штабу 15-ї групи армій бригадир А.Річардсон для уточнення подальших замислів дій. Для посилення ефекту своїх дій командувач 8-ї армії надіслав передові загони вперед, які досягли Кастровілларі та Бельведере вже 12 вересня. Однак основні сили армії все ще продовжували рух на північ, до Салерно їм залишалося понад 130 км.
16 вересня 5-та піхотна дивізія вийшла до Сапрі, 40 км від Бельведере, а її передові підрозділи змогли навіть зустрітися з патрулями 36-ї дивізії VI корпусу.

### Відступ німців
16 вересня генерал фон Фітингоф доповів фельдмаршалу А.Кессельрінгу що панування противника в повітрі та потужна підтримка з моря негативно впливають на спроможність німецьких військ битися, а він не має засобів нейтралізувати це вплив. Разом з цим, вмілі дії військ вермахту зірвали спробу противника розчленувати 10-ту армію і зберегли свої сили, але подальші плани оборонятися на цих рубежах тільки призведуть до великих втрат. 8-ма армія Б.Монтгомері вже становить серйозну загрозу для його об'єднання. Фон Фітінгоф просив дозволу вивести свої з битви та 18-19 вересня провести організований відступ на підготовлені оборонні рубежі. 17 числа фельдмаршал задовольнив його плани.

### Бунт у Салерно
Під час боїв біля Салерно стався унікальний випадок у британській військовій історії, пізніше відомий як Салернський бунт. Основною причиною протесту стало те, що майже 500 солдатів британського X армійського корпусу відмовилися виконувати наказ на прибуття для подальшого проходження служби в інші частини в ролі маршового поповнення. 16 вересня вони отримали розпорядження на призначення в інші частини, а переважна більшість з них дістала поранень під час Північно-африканської кампанії й категорично відмовлялася прибувати в інші підрозділи. Вони наполягали на тому, що мають право повернутися до своїх бойових товаришів, з якими билися пліч-о-пліч в Африці. Врешті-решт командир X корпусу, який зазнав втрати 6 000 осіб, лейтенант-генерал Р.Маккрірі переконав половину з тих, що протестували, виконати наказ, ті хто відмовився були віддані під трибунал. 3 сержанти були засуджені військово-польовим судом до смертної кари, але вирок не був приведений у дію, пізніше їх просто повернули до строю.

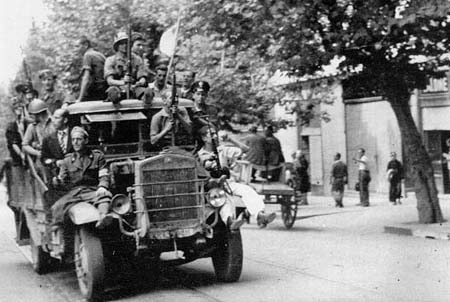
Італійські повстанці на вулицях Неаполя. Чотири дні Неаполя

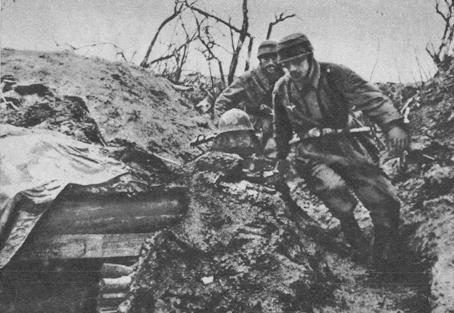
Німецькі парашутисти в боях за Салернський плацдарм. Вересень 1943

### Подальший наступ союзників
19 вересня, коли ситуація в районі салернського плацдарму була стабілізована й противник відмовився від подальших спроб знищити десант, 5-та армія розпочала серію атак на північний захід у напрямку на Неаполь. Наступного дня, командира VI корпусу генерал-майора Е.Доулі командувач армії відсторонив від займаної посади та призначив командиром генерал-майора Дж. Лукаса. 82-га десантна дивізія, яка зазнала великих втрат у битві біля Альтавілла була передана до складу британського X корпусу. В районі півострову Сорренто її об'єднали з американськими рейнджерами та британською 23-ю бронетанковою бригадою, сформувавши ударну групу, що широким маневром обійти німецькі опорні позиції біля Ночера-Інферіоре, Сант'Антоніо-Абате та ударом з флангу підтримати британську 46-ту дивізію, що вела затяті бої за завоювання Ангрі.
22 вересня щойно висаджена 3-тя американська піхотна дивізія з ходу опанувала Ачерно та 28 вересня — Авелліно. 7-ма британська бронетанкова бригада наступала на Неаполь. Тим часом війська Б.Монтгомері нарощували темпи наступу й незабаром з'єдналися з 1-ю бронетанковою дивізією біля Таранто, звідкіля британські війська наступали на північ поздовж адріатичного узбережжя в напрямку Барі. 27 вересня 8-ма армія захопила велике летовище поблизу Фоджа.
27 вересня в Неаполі спалахнуло повстання спровоковано окупаційними німецькими військами. 1 жовтня передовий загін від ескадрону «A» 1-го Королівського драгунського гвардійського моторизованого полку X корпусу увійшов до міста. 6 жовтня 5-та армія, маючи у своєму складі п'ять американських та три британських дивізії вийшла до системи потужних фортифікаційних споруд на рубежі річки Вольтурно. 8-ма армія практично одночасно прорвалася до рубежу Кампобассо-Ларино-Термолі на річці Біферно.

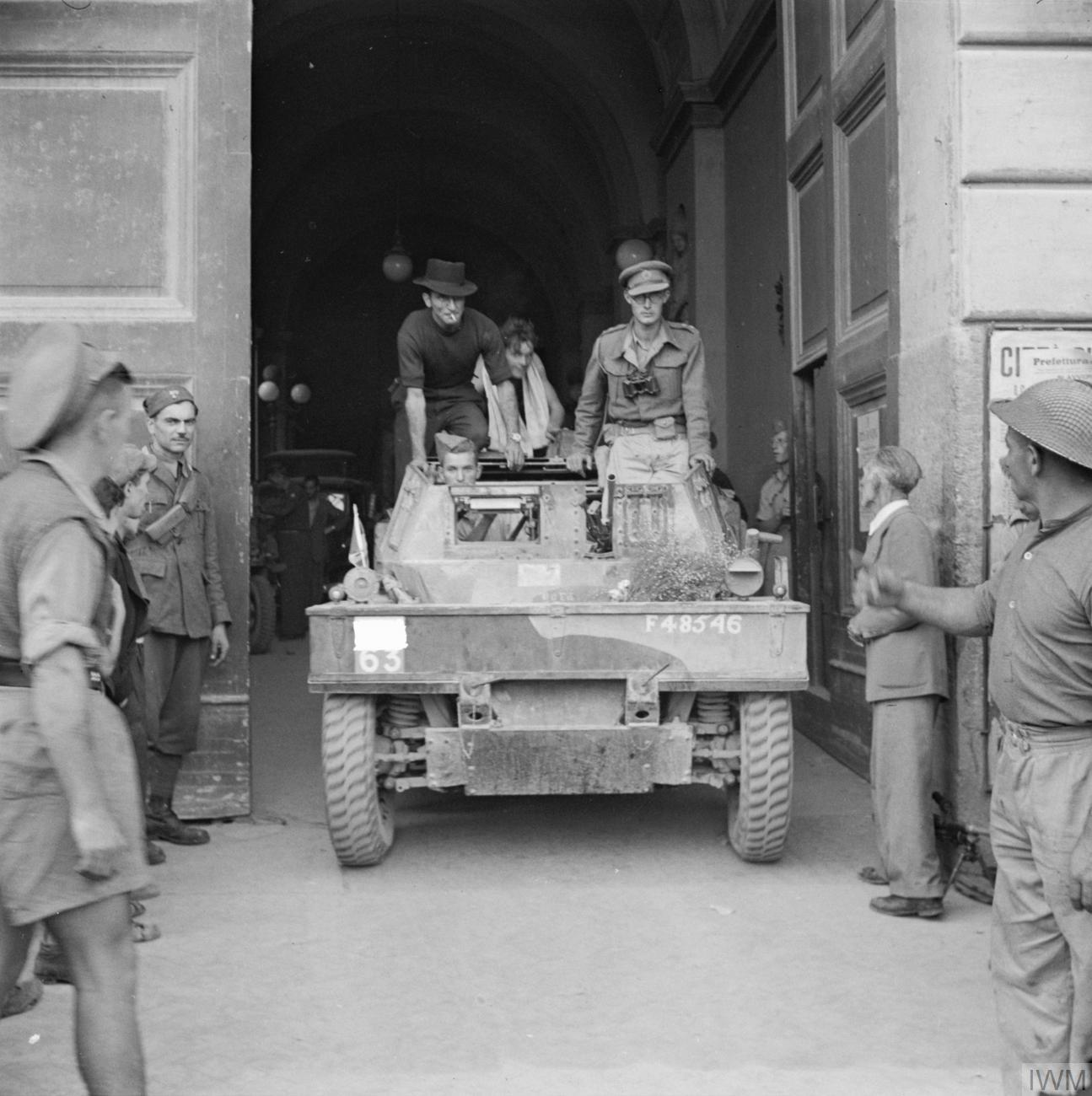
Британський панцерник Daimler Dingo в'їжджає до Неаполя. 1 жовтня 1943

## Підсумок
10-та німецька армія ледве не перемогла в битві й не скинула союзний десант з плацдарму в Салерно в море. Грамотно організована оборона узбережжя силами 16-ї танкової дивізії та активні дії її бойових груп з утримання позицій дозволили німецькому командуванню виграти час та провести зосередження резервів біля зони висадки швидше ніж англо-американське командування 5-ї армії змогло висадити своїх військ на берег. Німці були на межі перемоги. При плануванні висадки керівництво 5-ї армії не очікувало на такий затятий опір противника й планами передбачалося зосередити основні зусилля на лівому фланзі X корпусу для того щоб розвинути звідсіля наступ на Неаполь. Правий фланг виявися слабким, а стик між двома корпусами був практично незахищеним.
Усвідомлюючи про наближення 8-ї британської армії з півдня та обмеженість часу на боротьбу з десантом, німецьке командування було поставлено перед необхідністю вживати поспішних заходів щодо проведення атак, намагаючись якомога швидше скинути англо-американські війська біля Салерно в море. Їхня позиція була ще більш складною за умови повного панування союзної авіації в повітрі та наявності потужного флоту біля узбережжя.
До того ж на руку Союзному командуванню зіграло те, що на думку вищого керівництва Третього Рейху, оборона південніше Рима не має стратегічної важливості й не варто витрачати свої ресурси на битву з союзниками за межами підготовлених свого часу оборонних ліній. В результаті, А. Кессельрінгу було заборонено викликати з півночі Італії резерви. 6 листопада 1943 року А.Гітлер призначив генерал-фельдмаршала Е.Роммеля головним інспектором з перевірки німецьких оборонних заходів у Західній Європі, відповідно А.Кессельрінг перейняв на себе усю відповідальність за ведення бойових дій в Італії.
До початку жовтня 1943 року вся південна Італія була в руках союзного командування, британські та американські війська вийшли на рубіж лінії Вольтурно, першій у низці оборонних рубежів, влаштованих вермахтом на величезному просторі крізь усю Італію від Адріатичного до Тірренського морів. Німецьке командування віддавало перевагу побудові глибокоешелонованої обороні на цих рубежах, визначаючи за пріоритет максимальне збереження своїх сил, виграш часу для посилення позицій на наступній фортифікаційній лінії оборони, виснаження противника та завдавання йому якомога більших втрат веденням добре організованої позиційної оборони. Завдяки вмілому застосуванню властивостей місцевості, водних перешкод, гірсько-пагорбних регіонів, союзники втрачали свої козирі, а саме перевазі в авіації та в механізованих частинах.
З цього рубежу розпочалася головна складова Італійської кампанії, коли англо-американським військам довелося, долаючи затятий спротив противника, буквально прогризатися крізь ці системи укріплень. Тільки до середини січня 1944 року союзники змогли подолати оборонні лінії Вольтурно, Барбара та Бернхардта і вийшли до чергової фортифікаційної лінії під назвою лінія Густава, основному рубежу в системі Зимової лінії, де з січня і до травня 1944 року точилися бої за Монте-Кассіно.